# 華倫·B·奧福特
| (12438) 1996 CZ    | 1996年2月9日   | 列表 |
| (23702) 1997 QE1   | 1997年8月28日  | 列表 |
| (39672) 1996 BF1   | 1996年1月22日  | 列表 |
| (43997) 1997 QX    | 1997年8月29日  | 列表 |
| (46695) 1997 CX13  | 1997年2月4日   | 列表 |
| (58469) 1996 RC    | 1996年9月7日   | 列表 |
| (58484) 1996 TO3   | 1996年10月8日  | 列表 |
| (73900) 1997 FD    | 1997年3月19日  | 列表 |
| (73966) 1997 XG10  | 1997年12月6日  | 列表 |
| (85473) 1997 LV5   | 1997年6月12日  | 列表 |
| (85547) 1997 XF10  | 1997年12月5日  | 列表 |
| (100598) 1997 QO1  | 1997年8月31日  | 列表 |
| (100695) 1997 YK11 | 1997年12月28日 | 列表 |
| (118215) 1996 BN1  | 1996年1月24日  | 列表 |
| (155411) 1996 DG3  | 1996年2月28日  | 列表 |
| (239810) 1997 EC26 | 1997年3月11日  | 列表 |
| (382427) 1999 CF3  | 1999年2月9日   | 列表 |
| (483405) 1999 CP2  | 1999年2月7日   | 列表 |

華倫·B·奧福特（英語：Warren B. Offutt，1928年2月13日—2017年9月20日）是一名美國業餘天文學家和業餘無線電操縱員。
奧福特被小行星中心認定發現了17顆小行星，並與專業天文學家合作觀測柯伊伯帶天體（KBOs）。1999年，他榮獲太平洋天文學會頒發的業餘成就獎。
奧福特和他的妻子貝弗莉（Beverly）從工程界退休後從伊利諾州搬到了新墨西哥州，專門從事太陽系中微弱天體的精密天體測量工作。他經營的W & B天文台位於美國新墨西哥州薩克拉門托山的克勞德克羅夫特，海拔2500公尺。
1997年，奧福特協助了另外三項重大發現，其中包括確認了當時新發現的天王星衛星天衛十七。
1998年2月11日，就在他70歲生日前夕，小行星7639以他的名字命名（M.P.C. 31297）。

## 外部連結
- Discovery of two distant irregular moons of Uranus, nature, 11 February 1998
- Warren B. Offutt Obituary, www.legacy.com